# 10786 Robertmayer
10786 Robertmayer este un asteroid din centura principală de asteroizi.

## Descriere
10786 Robertmayer este un asteroid din centura principală de asteroizi. A fost descoperit pe 7 octombrie 1991 la Tautenburg de Freimut Börngen și Lutz Dieter Schmadel. Asteroidul prezintă o orbită caracterizată de o semiaxă mare de 2,21 ua, o excentricitate de 0,07 și o înclinație de 3,4° în raport cu ecliptica.